# Challenger de París 2022
El Trophee Lagardère 2022 fue un torneo de tenis profesional jugado en canchas de tierra batida. Se trató de la 1.ª edición del torneo que formó parte de los Torneos WTA 125s en 2022. Se llevó a cabo en París, Francia, entre el 9 al 15 de mayo de 2022.

## Cabezas de serie

### Individuales
| Tenista             | Ranking | Preclasificada |
| Kaia Kanepi         | 55      | 1              |
| Magda Linette       | 56      | 2              |
| Beatriz Haddad Maia | 65      | 3              |
| Varvara Gracheva    | 73      | 4              |
| Anna Kalinskaya     | 75      | 5              |
| Anastasia Potapova  | 78      | 6              |
| Claire Liu          | 86      | 7              |
| Magdalena Fręch     | 88      | 8              |

- Ranking del 2 de mayo de 2022

### Dobles
| Tenista                                 | Ranking | Preclasificada |
| Beatriz Haddad Maia Kristina Mladenovic | 152     | 1              |
| Oksana Kalashnikova Miyu Kato           | 157     | 2              |
| Anna Kalinskaya Anastasia Potapova      | 184     | 3              |
| Samantha Murray Ingrid Neel             | 217     | 4              |

## Campeonas

### Individuales femeninos
Claire Liu venció a  Beatriz Haddad Maia por 6–3, 6–4

### Dobles femenino
Beatriz Haddad Maia /  Kristina Mladenovic vencieron a  Oksana Kalashnikova /  Miyu Kato por 5–7, 6–4, [10–4]